# Gümüşpınar, Ulaş
Gümüşpınar là một xã thuộc huyện Ulaş, tỉnh Sivas, Thổ Nhĩ Kỳ. Dân số thời điểm năm 2011 là 64 người.